# Reinhold Schultz
Reinhold Otto Schultz (* 16. August 1858 in Großwanzleben; † 19. Januar 1933 in Leipzig) war ein deutscher Reichsgerichtsrat.

## Leben
1880 wurde der Preuße Schultz vereidigt. 1892 wurde er Amtsrichter und 1899 Landrichter. 1900 ernannte man ihn zum Landgerichtsrat. 1904 wurde er zum Oberlandesgerichtsrat befördert. 1911 kam er an das Reichsgericht. Er war im II. Strafsenat tätig. Er trat 1926 in den Ruhestand. Er war der Vater des Musikwissenschaftlers Helmut Schultz.

## Schriften
- Der Widerstand gegen die auswärtige Staatsgewalt. (Deutsches Strafgesetzbuch, Abschnitt VI.), Diss. Berlin 1881, Magdeburg 1881.